# 蚌西拟树蜥
蚌西拟树蜥（学名：Pseudocalotes kakhienensis）一种分布于中华人民共和国云南省西部和缅甸东部、泰国北部等地区的蜥蜴，俗名云南鬣蜥，隶属于鬣蜥科（飞蜥科）拟树蜥属，多生活于热带亚热带森林边缘。其生存的海拔范围为850至1980米。该物种的模式产地在云南西部、蚌西。

## 形态特征
成年蚌西拟树蜥通体颜色较为华丽，其背部中段具有艳丽的彩虹色横纹，是其主要的鉴别标志。蚌西拟树蜥能够在一定程度上控制体色，在紧张、害怕或身体状态不佳时，通体会变为棕褐色，背部的彩虹色横纹也会消失。

## 保护
本种于2023年被收录入《有重要生态、科学、社会价值的陆生野生动物名录》。